# Mantalania
Mantalania là một chi thực vật có hoa trong họ Thiến thảo (Rubiaceae).

## Loài
Chi Mantalania gồm các loài: